# Everything Is Made in China
Everything Is Made in China (EIMIC par siglaison) est un groupe russe d'indietronica, originaire de Moscou. 

## Histoire
Le groupe publie son premier album studio, intitulé  4, en 2007. En avril 2007, EIMIC se produit à Moscou en première partie du concert du groupe britannique de post-rock 65daysofstatic. Le premier album, enregistré au studio Chemical Sound au Canada après deux ans d’expériences communes et de recherches créatrices, a une grande résonance dans la presse russe et dans la communauté formée autour d'EIMIC. Selon l'observateur du magazine Rolling Stone, Everything Is Made in China est un des meilleurs groupes russes de post-rock et une des découvertes les plus agréables de la scène indépendante[réf. nécessaire] ; le critique du Time Out Magazine remarque que le groupe est le premier qui pourrait attenter à la gloire du leader de la scène post-rock russe – le groupe Silence Kit[réf. nécessaire]. Everything Is Made in China participe au festival Avant-Fest 2008 de Moscou. EIMIC participe aussi au Open'er Festival 2008 à Gdynia, Pologne.
Le 19 avril 2013 sort leur album Amber, dans lequel il adopte une approche musicale plus dance. En 2014, Everything Is Made in China publie l'EP Through Daybreak Into the Dark et sa suite Through Daybreak Into the Dark Remixes au label Xuman Records. En 2015, Philippe Premiak quitte le groupe pour des raisons personnelles.

## Style musical
Le style musical d'EIMIC se caractérise par des éléments de rock indépendant et de post-rock, du style musique électronique et d'ambient. Les mélodies d'EIMIC sont minimalistes mais impressionnantes grâce à un arrangement riche de samples vocaux, électroniques et instrumentaux. En présentant le groupe, le Club de Moscou B1 Maximum dit que « le groupe Everything Is Made in China a réalisé le mariage le plus réussi du concept pop rock et du charme pop remarquant aussi que « la beauté imposante et un sain psychédélisme accompagnent les mélodies excellentes et un vrai drive »[réf. nécessaire]. 

## Membres
- Maxim Feodorov — chant, guitare
- Philipe Premyak — guitare basse, claviers
- Alexander Bykov — batterie

## Discographie

### Albums studio
- 2007 : 4
- 2009 : Automatic Movements
- 2013 : Amber

### EP
- 2006 : Everything Is Made in China